# Susi Rausche
Susi Rausche (* 1925 in Hamburg; † 2015) war eine deutsche Rudersportlerin.

## Werdegang
Rausche interessierte sich von Jugend an für den Rudersport und wurde Mitglied beim Hamburger Ruderinnen-Club von 1925. Als Disziplin innerhalb des Rudersportes wählte sie den Doppelvierer mit Steuerfrau. Zusammen mit ihrem Team (Rausche, Liesel Kroymann, Christel Opitz, Gerda Dyck und der Steuerfrau Jutta Wilcke) wurde ihre Mannschaft schon bald in nationalen Wettbewerben eingesetzt. Bereits 1951 wurde ihr Boot Erster im Doppel-Vierer mit Steuerfrau und damit Deutscher Meister. Diesen Erfolg wiederholte das Team im Jahr 1952 und 1953.
Für diesen Erfolg wurden Rausche und ihre Rudermannschaft am 17. Dezember 1953 von Bundespräsident Theodor Heuß mit dem Silbernen Lorbeerblatt ausgezeichnet.